# Xã Rivoli, Quận Mercer, Illinois
Xã Rivoli (tiếng Anh: Rivoli Township) là một xã thuộc quận Mercer, tiểu bang Illinois, Hoa Kỳ. Năm 2010, dân số của xã này là 1.142 người.